# Hardev Bhalla
Hardev Bhalla (* 5. März 1936 in Neu-Delhi) ist ein ehemaliger indischer Botschafter.

## Leben
Hardev Bhalla studierte Wirtschaftswissenschaft an der University of Delhi und schloss das Studium als Bachelor of Laws ab.
1958 trat er in den Indian Foreign Service ein.  Von 1976 bis 1978 war er Deputy High Commissioner in Colombo, Sri Lanka und von 1976 bis 1978 Botschafter bei Augusto Pinochet. Ab Januar 1979 bis 1980 war er Direktor beim National Defence College, India in Neu-Delhi, von 1982 bis Juli 1984 Botschafter in Oslo und in Reykjavík, sowie von Juli 1984 bis 1. August 1986 Botschafter in Bukarest. Von 1. August 1986 bis Januar 1990 war Bhalla High Commissioner in Daressalam, von 24. Oktober 1986 bis 30. November 1987 High Commissioner in Victoria (Seychellen). Vom 12. März 1990 bis 31. März 1994 war er Botschafter in Lissabon.
Bhalla ist mit der ehemaligen Botschafterin Manorama Bhalla verheiratet, sie haben eine Tochter und einen Sohn.
| Vorgänger                         | Amt                                                                            | Nachfolger            |
| --------------------------------- | ------------------------------------------------------------------------------ | --------------------- |
| Gunwant Singh Jaswant Singh Malik | indischer Botschafter in Santiago de Chile 12. Juli 1976 bis 18. Dezember 1978 | Barun Kumar Basu      |
| Apasaheb Balasaheb Pant           | indischer Botschafter in Oslo 1982 bis Juli 1984                               | Kamal Nam Bakshi      |
| Kanwar Gajendra Singh             | indischer Botschafter in Bukarest Juli 1984 bis 1. August 1986                 | Manimekalai Murugesan |
| Chandrashekhar Dasgupta           | indischer Hochkommissar in Daressalam 1. August 1986 bis Januar 1990           | Sharad K. Bhatnagar   |
| Henry Austin                      | indischer Botschafter in Lissabon 12. März 1990 bis 31. März 1994              | Surendra Kumar Arora  |